# 68 Publishers
68 Publishers, auch Sixty-Eight Publishers, Sixtyeight Publishers oder tschechisch Nakladatelství 68 genannt, war der 1971 in Toronto von Josef Škvorecký und seiner Frau Zdena Salivarová gegründete und von ihr geleitete maßgebliche Exilverlag für Tschechische Literatur. Die Aufgabe des Verlages endete mit der Samtenen Revolution 1989; aufgelöst wurde er 1993. Die Literatur erschien vor der Übersetzung ins Englische und andere Sprachen in der Originalsprache, so dass sie in die Tschechoslowakei zurückgeschmuggelt werden konnte. Die Zahl „68“ bezieht sich auf den Prager Frühling im Jahre 1968.

## Verlegte Literatur
Škvorecký and Salivarová begannen ihre Verlegerarbeit zunächst mit den auf Tschechisch geschriebenen und ins Englische übersetzten Büchern von Josef Škvorecký. Das erste Buch war 1971 Tankový prapor (The Republic of Whores), in dem es dem bereits in seinem ersten 1958 veröffentlichten Roman „Feiglinge“ eingeführten Ich-Erzähler Daniel Smiřický (genannt „Danny“), literarisches Alter Ego des Autors, um die Darstellung einer tschechoslowakischen Militärbasis unter kommunistischer Herrschaft geht und ähnlich absurde Verhältnisse wie in Catch-22 mit schwarzem Humor karikiert werden. Es folgten Prima sezóna (The Swell Season, dt. Eine prima Saison), Zbabělci (The Cowards, dt. Feiglinge), Konec nylonového věku (End of the Nylon Age). Darauf folgten Werke anderer ins Exil gegangener Autoren, die in der Tschechoslowakei nicht mehr publizieren durften und deren Veröffentlichungen für die tschechische und slowakische Emigrantenszene in den Vereinigten Staaten und in Kanada bestimmt waren. Von dort gelangten sie im Geheimen zurück in die kommunistisch beherrschte Heimat.
Zu den bekannteren Autoren zählen Bohumil Hrabal mit drei Publikationen aus den Jahren 1986/87: Svatby v domě, dt. Hochzeiten im Haus, Vita nuova, dt. Vita nuova, Proluky, dt. Ich dachte an die goldenen Zeiten; Václav Havel, Jan Křesadlo, Alan Levy, Karel Pecka, Ludvík Vaculík, Jiří Gruša, Alexandr Kliment, Václav Černý und Erazim Kohák. 1979 erschienen Gedichte des fast verschollenen Ivan Blatný: Stará bydlište, dt. Alte Wohnsitze. 1981 brachte 68 Publishers Jaroslav Seiferts Všecky krásy světa (All the Beauties of the World, dt. Alle Schönheit dieser Welt) heraus. Der tschechische Musiker Karel Kryl konnte ebenfalls Plattenaufnahmen veröffentlichen. Auch Milan Kunderas erst 2006 in Tschechien erschienener Roman Die unerträgliche Leichtigkeit des Seins hatte 1985 seine tschechische Erstausgabe bei 68 Publishers, allerdings nach der französischen Ausgabe von 1984.
 Insgesamt sind zwischen 1971 und 1989 mehr als 220 literarische Arbeiten veröffentlicht worden.